# Proeme bella
Proeme bella är en skalbaggsart som beskrevs av Martins 1978. Proeme bella ingår i släktet Proeme och familjen långhorningar. Inga underarter finns listade i Catalogue of Life.